# EB Ed 3/3
Die ehemalige Emmentalbahn (EB) besass vier Dampflokomotiven des Typs Ed 3/3, die sie zwischen 1874 und 1892 bei der Schweizerischen Lokomotiv- und Maschinenfabrik (SLM) in Winterthur bestellte. Die dreifach gekuppelte Tenderlokomotiven waren für den gemischten Dienst ausgelegt. Die letzten beiden Maschinen wurden 1933 bei der EB ausrangiert.

## Geschichte
Die ersten zwei Lokomotiven, die Nr. 1 Solothurn und Nr. 2 Burgdorf, wurden mit den Fabriknummern 56 und 57 im Jahr 1874 gebaut und standen ab der Eröffnung der Emmentalbahn 1875 für ebendiese im Einsatz. Die Nr. 3 Langnau wurde 1881 und die Nr. 4 Gerlafingen 1892 ausgeliefert. Bei der Emmentalbahn erhielt die Serie ab 1886 die Bezeichnung A. Weitere fünf Lokomotiven dieser Bauart wurden 1875 und 1856 für die Tösstalbahn (TTB) gebaut, dort erhielten sie die Nr. 1, 2, 3, 5 und 6.
Die Maschinen Nr. 1 und 2 wurden 1919 nach Italien verkauft. Die Nr. 3 und 4 wurden 1933 aufgrund der abgeschlossenen Elektrifizierung der Emmentalbahn (1919–1932) ausgemustert und an das Stahlwerk Von Roll in Gerlafingen überstellt.

## Konstruktion
Die Lokomotiven Nr. 1 und 2 von 1874 waren der Urtyp der Serie, von der unter anderem auch zwei Stück für die Nationalbahn gebaut wurden. Ausgestattet waren sie mit einem 10 bar Nassdampfkessel und kombiniertem Dampf- und Sanddom. Der Zylinderdurchmesser beträgt 340 mm bei 500 mm Hub. Der Achsstand ist 2900 mm bei einem Dienstgewicht von 30,6 t. Die Steuerung ist von der Bauart Walschaerts (Heusinger) nach langer Bauart mit unter dem Führerhaus angeordneten Schwingen. Ursprünglich wurden diese Maschinen ohne Luftbremse ausgeliefert und besassen lediglich eine Spindelbremse mit Exter'schem Wurfhebel.
Zwischen 1898 und 1909 erhielten die Loks Nr. 1 bis 3 einen neuen Kessel, der eine Betriebsdrucksteigerung auf 12 bar mit sich brachte. Neu war auch der Dampf- und Sanddom separat ausgeführt. Die Kessel wurden von der SLM hergestellt, jedoch in der SCB bzw. SBB Werkstätte in Olten eingebaut.
In den Jahren 1904/05 wurde die Westinghousebremse nachgerüstet.

## Erhaltene Lokomotive Nr. 3 «Langnau»

Lokomotive Nr. 3 Langnau der Emmentalbahn im Depot der Dampfbahn Bern in Konolfingen

Der damalige Generaldirektor bei Von Roll, Dr. Ernst Dübi, rettete die Lokomotive Nr. 3 vor der Verschrottung und nahm sie auf in die Sammlung der Dübi-Stiftung (eine Messingplakette am Führerstand weist heute noch darauf hin). 1960 wurde die Langnau in der SBB Werkstätte Biel revidiert und stand bis ca. 1970 sporadisch im Rahmen von Jubiläums- und Sonderfahrten mit einer historischen Zugskomposition aus dem Bestand des Verkehrshaus der Schweiz im Einsatz. Stationiert war sie in dieser Zeit in Vallorbe. Seit 1980 war sie Bestandteil der Ausstellung in Luzern. Ab 2016 wurde sie zuerst in Goldau, dann im Aussenlager des Verkehrshauses in Rain verwahrt.
Ende 2024 konnte der Verein Dampfbahn Bern mit dem Verkehrshaus einen Leihgabevertrag für die Langnau über fünf Jahre abschliessen. Ziel war die Wiederinbetriebnahme der historisch wertvollen Dampflokomotive im Rahmen des 150-Jahre-Jubiläums der Emmentalbahn im Mai 2025.